# Норт Спрингфилд (Вермонт)
Норт Спрингфилд (енгл. North Springfield) насељено је место без административног статуса у америчкој савезној држави Вермонт.

## Демографија
По попису из 2010. године број становника је 573.
| Група             | 2000.    | 2010.       |
| Белци             | 0 (0,0%) | 547 (95,5%) |
| Афроамериканци    | 0 (0,0%) | 0 (0,0%)    |
| Азијати           | 0 (0,0%) | 8 (1,4%)    |
| Хиспаноамериканци | 0 (0,0%) | 9 (1,6%)    |
| Укупно            | 0        | 573         |